# 석호항
석호항은 경상북도 울진군 북면 나곡1리, 7번 국도변에 있는 어항이다. 2005년 10월 19일 어촌정주어항으로 지정하여 관리하고 있다. 시설관리자는 울진군수이다.

## 어항 시설
- 방파제, 방사제, 물양장

## 주요 어종
- 오징어, 가자미, 숭어, 양미리, 퉁수(울진대게, 울진송이)

## 인근 명소
- 불영계곡
- 덕구온천
- 원자력전시관
- 민물고기 생태체험관
- 울진금강송 군락지